# Plakinastrella clathrata
Plakinastrella clathrata är en svampdjursart som först beskrevs av James Barrie Kirkpatrick 1900.  Plakinastrella clathrata ingår i släktet Plakinastrella och familjen Plakinidae. Inga underarter finns listade i Catalogue of Life.